# Gare d'Aiguebelle
La gare d'Aiguebelle est une gare ferroviaire française de la ligne de Culoz à Modane (frontière) (surnommée ligne de la Maurienne), située sur le territoire de la commune d'Aiguebelle dans le département de la Savoie, en région Auvergne-Rhône-Alpes. 
La première station, alors située dans les États de Savoie, est mise en service en 1856 par la Compagnie du chemin de fer Victor-Emmanuel. En 1860 elle devient une gare de la Compagnie des chemins de fer de Paris à Lyon et à la Méditerranée (PLM) après le rattachement de la Savoie à la France.
C'est une halte voyageurs de la Société nationale des chemins de fer français (SNCF) desservi par des trains TER Auvergne-Rhône-Alpes.

## Situation ferroviaire
Établie à 319 mètres d'altitude, la gare d'Aiguebelle se situe au point kilométrique (PK) 175,198 de la ligne de Culoz à Modane (frontière), entre les gares de Chamousset et d'Épierre - Saint-Léger.

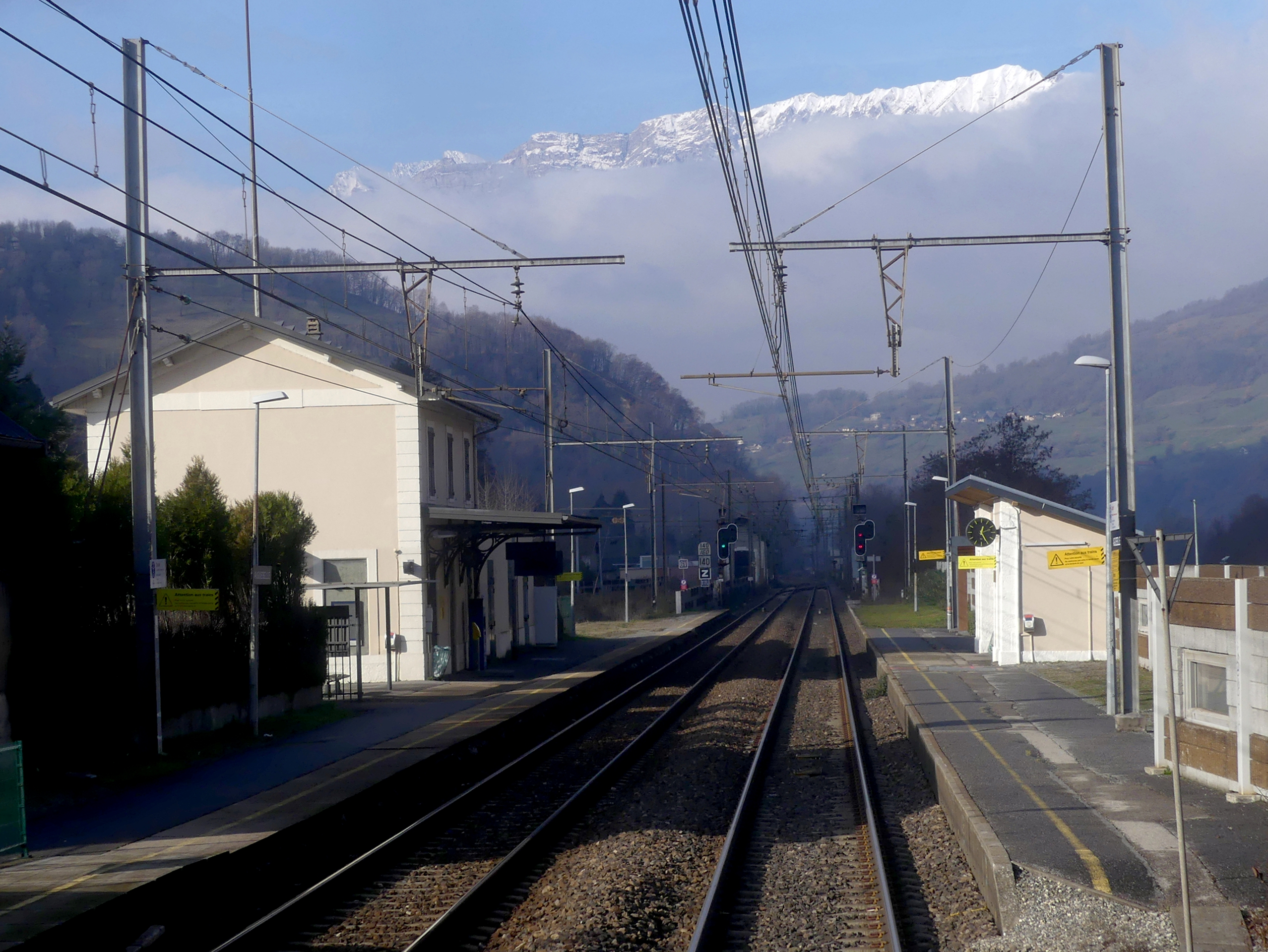
La gare en direction de Chambéry.

## Histoire
Le village d'Aiguebelle occupe une situation stratégique à l'entrée de la vallée de la Maurienne, cela en fait un lieu de passage obligé des moyens de communications permettant le transport des voyageurs et des marchandises. Au début du XIXe siècle, dans une Savoie Piémontaise, redevenue indépendante de la France par le traité de Vienne du 15 novembre 1815, les projets ferroviaires permettant le désenclavement de l'ancien duché et une liaison internationale entre la France et l'Italie sont d'actualité, le franchissement de la barrière alpine par un chemin de fer liant le Piémont, la Savoie et la France via un tunnel sous le mont Cenis la vallée de la Maurienne et Chambéry donne lieu, par décret royal (Sarde) du 25 mai 1853, à la création de la « Compagnie du chemin de fer Victor-Emmanuel ».
La compagnie confie la réalisation de la première section à voie unique, entre Choudy (Aix-les-Bains) et Saint-Jean-de-Maurienne, au groupe anglais « Jackson, Brassey et Henfrey », qui débute rapidement les travaux. En 1855 le tronçon d'Aiguebelle à Saint-Jean mobilise 2 335 manœuvres sur les chantiers de construction de la voie ferrée. Le chemin de fer arrive à Aiguebelle avec l'inauguration de la section de Choudy à Saint-Jean-de-Maurienne le 20 octobre 1856. 
En 1859, la Victor-Emmanuel est utilisée pour activer le déplacement des troupes françaises qui de ce fait vont, avec les Piémontais, battre les Autrichiens le 4 avril 1859 à la bataille de Magenta. En remerciement le roi Victor-Emmanuel offre le duché de Savoie et le comté de Nice à la France le 22 avril 1860. Ces évènements vont avoir des conséquences importantes notamment pour la ligne et la gare d'Aiguebelle, le 27 septembre 1867 est promulguée la loi française n° 1530 qui reprend les divers accords et conventions pris. La compagnie du chemin de fer Victor-Emmanuel cède à l'État français, les sections construites ou à construire qui sont sur le territoire français, l'État les rétrocédant à la compagnie du chemin de fer de Paris à Lyon et à la Méditerranée (PLM).
L'ouverture de la deuxième voie a lieu par tronçons, de Chamousset à Aiguebelle est ouvert le 3 novembre 1901 et d'Aiguebelle à Épierre le 31 mai 1901
Au début du XXe siècle la foire de la Saint-Martin est encore un événement important à Aiguebelle, c'est aussi un jour d'affluence à la gare. Le 19 novembre 1904 l'indicateur de la Maurienne note 1000 voyageurs au départ et à l'arrivée et un important trafic bagages et marchandises, notamment 5 000 kg en grande vitesse et 25 000 kg en petite vitesse, ainsi que 20 wagons de bétail.

## Service des voyageurs

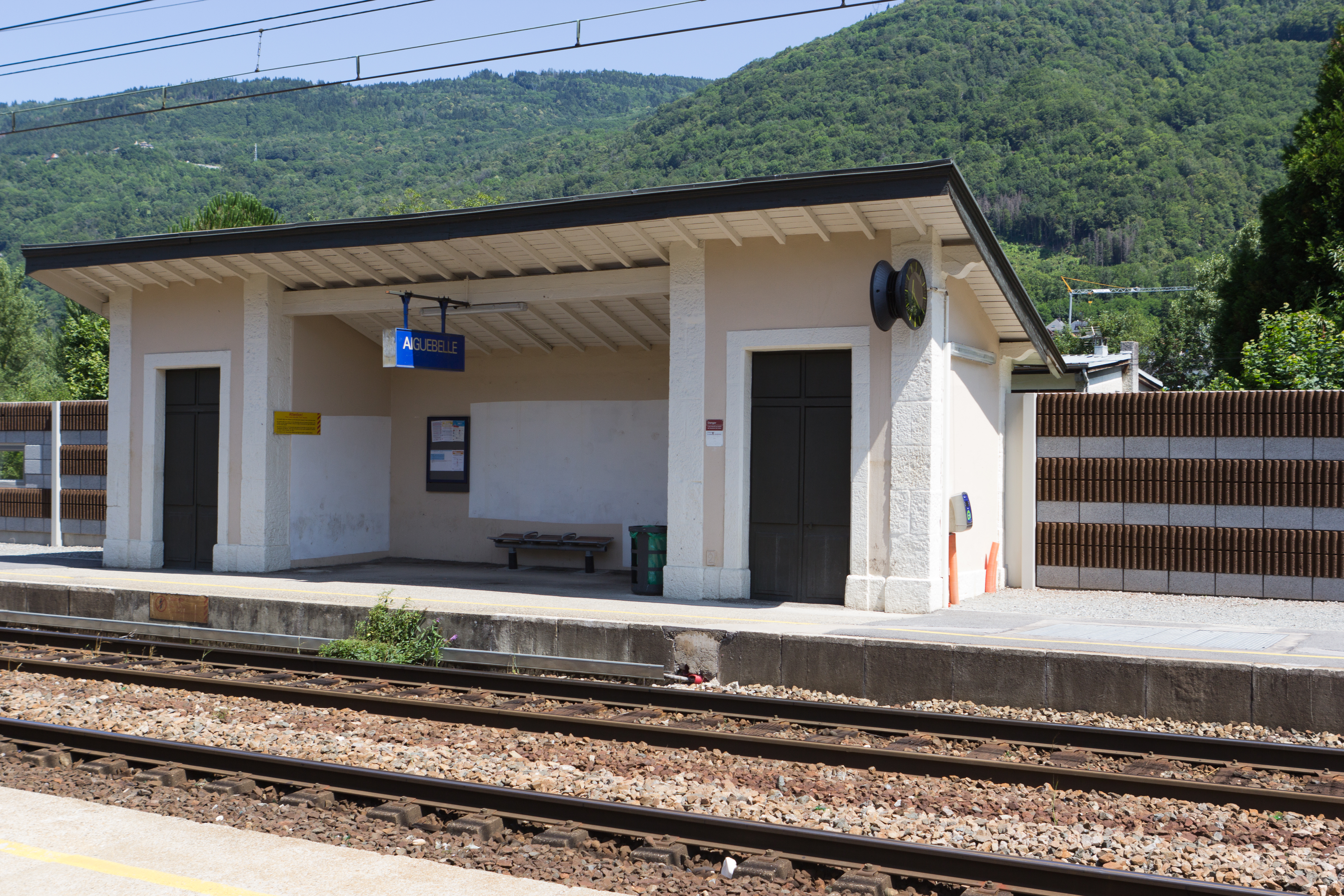
L'abri voyageurs du quai de la voie 1.

### Accueil
Halte SNCF, c'est un point d'arrêt non géré (PANG) à accès libre. Elle est équipée d'automates pour l'achat de titres de transport. Le quai 1 de la gare a une longueur de 168 m, le quai 2 a une longueur de 145 m.

### Desserte

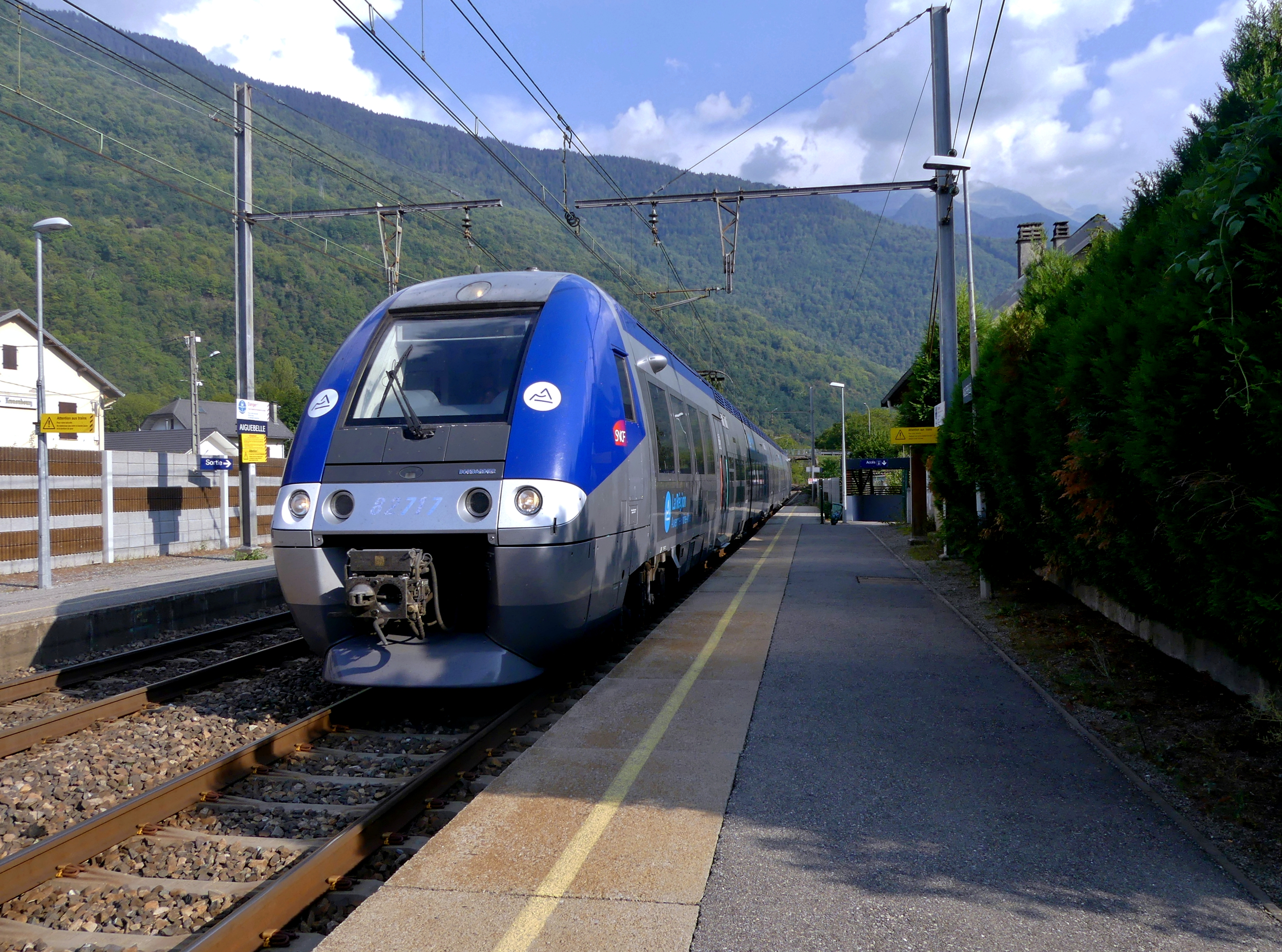
TER Modane-Chambéry en gare.

Aiguebelle est desservie par les trains TER Auvergne-Rhône-Alpes qui effectuent des missions entre les gares de Chambéry - Challes-les-Eaux et de Modane.

### Intermodalité
Un parc pour les vélos et un parking pour les véhicules y sont aménagés. Un service de cars à tarification SNCF complète et renforce la desserte ferroviaire.

## Service des marchandises
Cette gare est ouverte au service des marchandises (code gare : 741256).

## Galerie de photographies

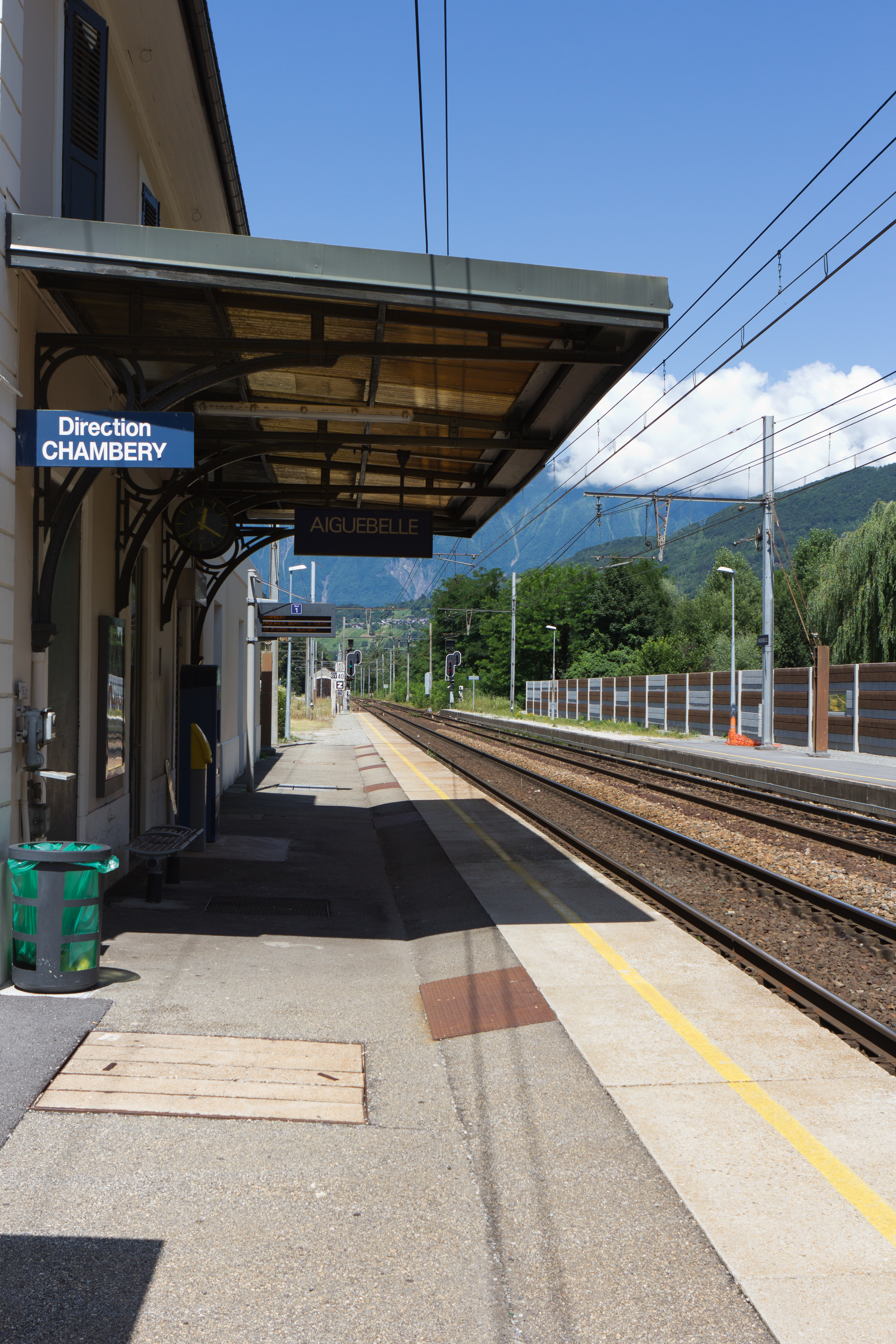
Le quai de la voie 2 ; vue en direction de Saint-Pierre-d'Albigny.
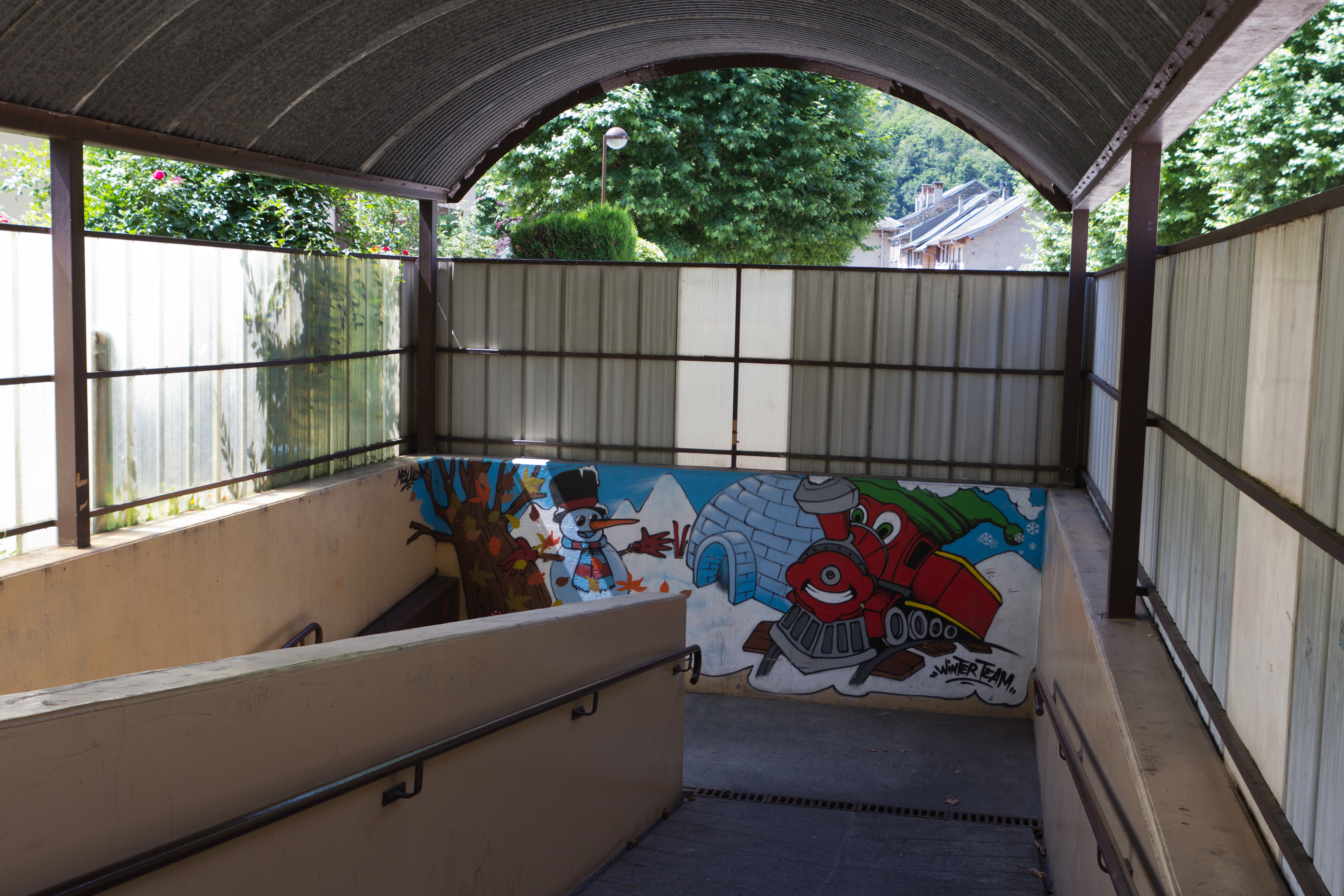
Accès au passage souterrain ; vue depuis le quai de la voie 2.
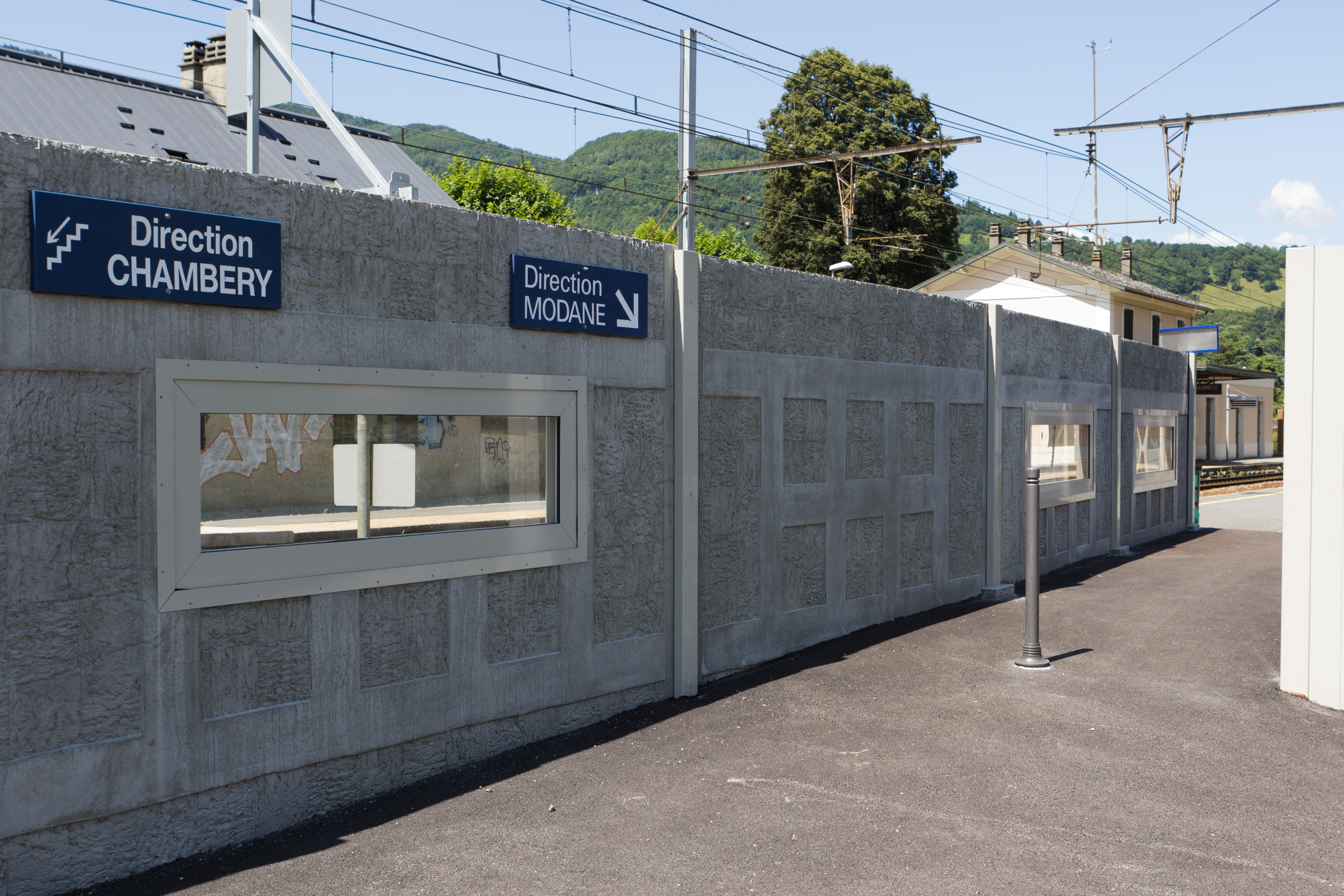
Accès au quai de la voie 1 et vue du mur anti-bruit construit en 2012.
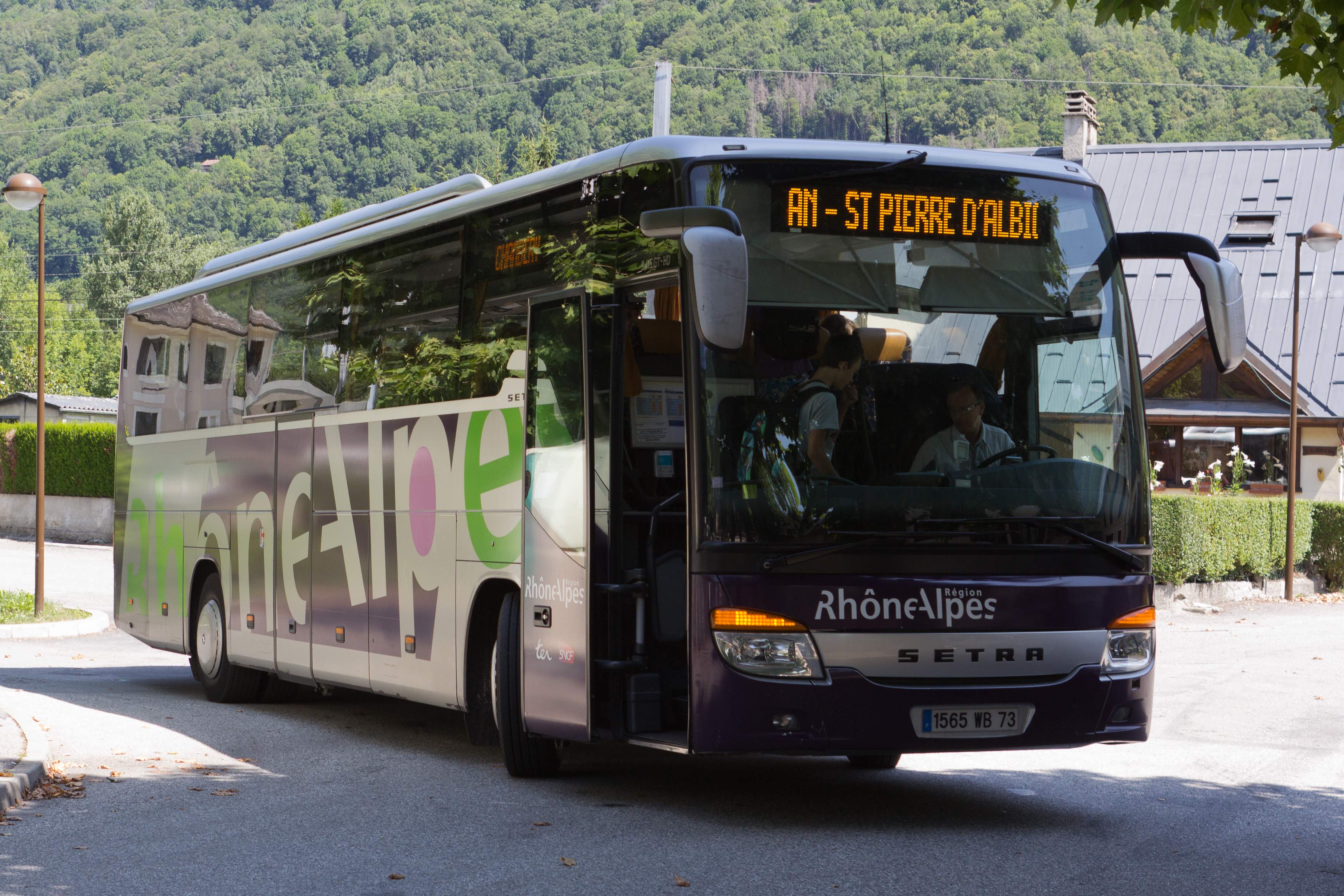
Bus TER Rhône-Alpes en gare d'Aiguebelle.

## Iconographie
Les cartes postales sont accessibles à partir du site de la Mairie d'Aiguebelle (lien externe ci-dessous).
- Carte postale ancienne, Aiguebelle (Savoie) La Gare, n° 1130, collection L. Grimal, Chambéry (vue intérieure).
- Carte postale ancienne, Aiguebelle (Savoie) La Gare, édition Crozet (vue extérieure).